# Anagrina nigritibialis
Anagrina nigritibialis là một loài nhện trong họ Gnaphosidae.
Loài này thuộc chi Anagrina. Anagrina nigritibialis được J. Denis miêu tả năm 1955.